# Ai no Kusabi
Ai no Kusabi (間の楔) est un roman japonais tanbi (耽美小説, tanbi shōsetsu, aujourd'hui considéré comme yaoi) de Rieko Yoshihara (吉原理恵子, Yoshihara Rieko). Paru sous forme de feuilleton en six chapitres dans le magazine spécialisé Shōsetsu June (小説ジュネ), où il est illustré par Katsumi Michihara (道原かつみ, Michihara Katsumi)  entre décembre 1986 et octobre 1987, il est ensuite publié par Kōfūsha shuppan en 1990. D'abord adapté sous forme d'OVA en deux volumes, parus en 1992 et 1994, puis de drama CD en 1993, 2000 et 2007, il fait l'objet d'un remake en quatre OVA en 2012.

## Histoire

### Background
L'intrigue se déroule sur la planète fictive d'Amoï, dirigée par une intelligence artificielle ayant pris le pouvoir sur ses créateurs, nommée Jupiter. La société alors créée par cette entité est divisée en trois grandes catégories : les androïdes, qui constituent la caste régnante, les citoyens, vivant dans la zone de Midas et constamment surveillés, et les bâtards, résidant dans la zone 9 dénommée Ceres et dont l'existence n'est pas reconnue par le pouvoir central. Certaines personnes sont cependant considérées comme des marchandises, à l'image des Pet (ou Animaux), jeunes adolescents achetés et gardés par les androïdes en tant qu'accessoires pour satisfaire leurs désirs voyeuristes, et les Furniture (ou Meubles), eunuques travaillant pour un androïde et s'occupant essentiellement du bien-être des Pets. 
Les androïdes sont eux-mêmes subdivisés en six catégories selon leur couleur de cheveux, les Blondies, au nombre de treize, étant au sommet de la hiérarchie et constituant une sorte de gouvernement. À l'opposé, la hiérarchie dans la zone de Ceres est définie par les affrontements opposant différents gangs d'adolescents. 

### Synopsis
Iason Mink, un des élites de cette caste dominante, croise Riki, un Mongrel aux cheveux noirs, bâtard des bidonvilles, alors qu'il est en situation délicate. Le blondie le sort inexplicablement d'affaire et tire sa révérence, mais Riki, qui a été élevé dans l'honneur et la liberté totale, le rattrape et veut absolument le rembourser, car l'idée d'avoir une dette lui est insupportable. Il n'a que son corps à offrir, et emmène Iason dans un hôtel. Mais au lieu de lui faire l'amour comme Riki le pensait, Iason, sans même retirer ses gants, s'amuse avec lui, puis disparait.
Un beau jour, on offre inexplicablement un excellent travail à Riki qui parvient, malgré ses honteuses origines, à s'élever un peu dans la hiérarchie par la force de son caractère et à se faire un nom en tant que coursier inter-galactique. Jusqu'au jour où ses beaux espoirs d'une meilleure vie sont réduits à néant : Iason Mink réapparaît dans sa vie, et l'emmène à Tanagura, la tour des élites, pour y devenir son Animal. Bien malgré lui, il déclenche un tollé dans cette société bien établie où il est trop vieux pour être un Animal, et de trop mauvaise origine pour un blondie aussi puissant que Iason… d'autant plus que ce dernier ne l'envoie jamais à aucune sex-soirée, mais des suçons et autres preuves d'amour demeurent sur le corps de Riki. Cela donne lieu à d'inimaginables rumeurs qui vont ébranler ce monde parfaitement structuré jusque dans ses plus profondes fondations…

## Adaptations
Le roman est  adapté en deux OAV de soixante minutes, par Anime International Company (AIC), dont le premier est sorti en août 1992, et le second en mai 1994.  
En novembre 1993, un "audio drama" titré Dark Erogenous  fut diffusé, relatant une partie de l'intrigue laissée dans l'ombre par les romans d'origine. 
Les romans sont licenciés aux États-Unis par Digital Manga Publishing, dont le premier est paru en 2007. 
Une nouvelle adaptation en anime de 13 épisodes a été annoncée en 2008, dont un extrait de 8 minutes a été diffusé sur Internet. La date de sortie a été sans cesse repoussée par le studio d'animation AIC, jusqu'à l'annulation finale du projet en décembre 2010. La publication sur le site officiel laisse à penser que le projet rencontrait de grosse difficultés financières.
Mais alors qu'il avait été annulé, le projet de série d'animation d' Ai no Kusabi a repris vie. Désormais, l'anime qui bénéficie d'une toute nouvelle équipe et d'un design plus moderne mais fidèle au projet d'origine est sorti en DVD et Blu-ray au Japon à partir de janvier 2012, mais ne comporte que quatre épisodes. Ne bénéficiant pas d'une diffusion télé à cause de son caractère pornographique, cet animé ne peut en effet pas compter sur les revenus des sponsors et de la publicité pour être bénéficiaire et pouvoir rémunérer les équipes afin de produire une suite.